# Промежуточная эйзения
Промежуточная эйзения (Eisenia intermedia) — малощетинковый кольчатый червь из семейства люмбрицидовых. Включен в Красную книгу РФ.

## Описание
Длина тела составляет 70—130 мм, а ширина 5—6 мм. Тело состоит из 124—177 сегментов. Хвостовой конец уплощен. Расцветка спинной стороны в предпоясковой части тела от желто-бурого до темно-коричневого цвета. Щетинки сильно сближены попарно. Брюшно-боковые пучки щетинок занимают с 8 по 12 сегменты, а также в области пояска на папиллах. Поясок — c 29 по 36 сегменты, пубертатные валики — с 31 по 36 сегменты. Мужские половые отверстия не имеют железистых полей.

## Местообитание и ареал
Эндемик Урала и Русской равнины. Встречается в почве лугов, пойменных лесов, дубрав.